# Dendropsophus limai
Espèce
Synonymes
- Hyla limai Bokermann, 1962

Statut de conservation UICN

 DD  : Données insuffisantes
Dendropsophus limai est une espèce d'amphibiens de la famille des Hylidae.

## Répartition
Cette espèce est endémique de l'État de São Paulo au Brésil. Elle se rencontre aux environs de São Vicente,.

## Étymologie
Cette espèce est nommée en l'honneur de João Leonardo Lima (1874-1936).

## Publication originale
- Bokermann, 1962 : Cuatro nuevos hylidos del Brasil (Amphibia, Salientia, Hylidae). Neotropica, vol. 8, p. 81-91.